# Listă de scriitori americani de ficțiune ciudată
Aceasta este o listă de scriitori americani de ficțiune ciudată:

## A
- Daniel Abraham

## B
- Nathan Ballingrud
- R. H. Barlow
- Laird Barron
- Charles Beaumont
- Gertrude Barrows Bennett
- Ambrose Bierce
- Jerome Bixby
- Robert Bloch
- Ray Bradbury
- Joseph Payne Brennan
- Poppy Z. Brite
- Kevin Brockmeier
- Charles Burns
- William S. Burroughs
- Octavia E. Butler

## C
- Jonathan Carroll
- Lin Carter
- David F. Case
- Michael Chabon
- Robert W. Chambers
- Michael Cisco
- Leonard Cline
- Brendan Connell
- Mary Elizabeth Counselman
- Ralph Adams Cram

## D
- Mark Z. Danielewski
- Jack Dann
- August Derleth
- Paul Di Filippo
- Thomas M. Disch
- Doug Dorst
- Michael Dougherty

## E
- Guy Endore
- Dennis Etchison
- Brian Evenson

## F
- Harvey Flink
- Jeffrey Ford
- Ty Franck

## H
- Elizabeth Hand
- Joe Hill
- Brian Hodge
- William Scott Home
- Robert E. Howard

## J
- Shirley Jackson
- Carl Richard Jacobi
- Henry James
- Robert Barbour Johnson
- S. T. Joshi

## K
- Caitlín R. Kiernan
- Stephen King
- T. E. D. Klein
- Kathe Koja
- Henry Kuttner

## L
- Marc Laidlaw
- Jay Lake
- John Langan
- Joe R. Lansdale
- Victor LaValle
- Fritz Leiber
- Ken Levine
- Thomas Ligotti
- Kelly Link
- Frank Belknap Long
- H. P. Lovecraft
- Eric Van Lustbader

## M
- Carmen Maria Machado
- George R. R. Martin
- Richard Matheson
- Cormac McCarthy
- Michael McDowell
- Lincoln Michel
- Mike Mignola
- Sarah Monette
- C. L. Moore

## N
- Scott Nicolay

## O
- Joyce Carol Oates
- David Ohle

## P
- Cameron Pierce
- Edgar Allan Poe
- Rachel Pollack
- W. H. Pugmire
- Joseph S. Pulver Sr.

## R
- Cat Rambo
- Duane W. Rimel
- Tod Robbins
- Matt Ruff
- Joanna Russ

## S
- Margaret St. Clair
- Sofia Samatar
- Darrell Schweitzer
- Rod Serling
- Lucius Shepard
- Clark Ashton Smith
- William Browning Spencer
- R. L. Stine
- Peter Straub
- Theodore Sturgeon
- Michael Swanwick

## T
- Steve Rasnic Tem
- Jeffrey Thomas
- Paul G. Tremblay

## U
- Steven Utley

## V
- Jack Vance
- Jeff VanderMeer
- Kurt Vonnegut

## W
- Karl Edward Wagner
- Evangeline Walton
- Donald Wandrei
- Howard Wandrei
- Manly Wade Wellman
- Edward Lucas White
- Henry S. Whitehead
- Chet Williamson
- F. Paul Wilson
- Gahan Wilson
- Christopher Howard Wolf
- Gene Wolfe

## Vezi și
- Listă de scriitori americani
- Listă de scriitori britanici de ficțiune ciudată